# Paolo Bravo
Paolo Bravo (Brescia, 12 febbraio 1974) è un dirigente sportivo ed ex calciatore italiano, di ruolo difensore.

## Biografia
È zio del calciatore professionista Andrea Colpani, figlio di sua sorella.

## Carriera

### Giocatore
Bresciano di San Zeno Naviglio, si forma calcisticamente nei settori giovanili di Viando Plodari, Cremonese, Ospitaletto e Como, ed esordisce nel calcio professionistico proprio con i lariani nella stagione 1992-1993, quando Tarcisio Burgnich lo lancia in prima squadra facendogli collezionare le prime quattro presenze in Serie C1. L'anno seguente, sotto la guida tecnica di Marco Tardelli, viene impiegato con maggiore continuità e contribuisce alla promozione del Como in Serie B. Con i biancoblù disputa il suo primo campionato cadetto nella stagione 1994-1995, culminato con una retrocessione, e rimane in rosa anche nella successiva annata in Serie C1 (1995-1996).
Nell'estate 1996 si sposta di qualche chilometro per trasferirsi al Saronno, altra squadra di C1, all'epoca presieduta dall'imprenditore Enrico Preziosi. Al primo anno di Bravo con i biancocelesti arriva un quarto posto e la qualificazione alle semifinali play-off per salire in Serie B, poi perse contro il Carpi. Sul finire del campionato, Preziosi annuncia l'intenzione di mettere in vendita il club per rilevare il Como, portando con sé l'allenatore Mario Beretta e alcuni giocatori. Nonostante ciò, Bravo rimane in rosa anche nelle due stagioni successive: dopo una prima salvezza, il Saronno retrocede in Serie C2 al termine del campionato 1998-1999.
Comincia la stagione 1999-2000 in Serie B con l'Alzano Virescit, club che quell'anno disputa per la prima e unica volta il torneo cadetto. Rimane in squadra per metà campionato, colleziona 8 presenze e segna la sua prima rete in Serie B, un gol decisivo che fissa il risultato sul 2-1 in favore degli orobici nella partita contro il Chievo. A campionato in corso, infatti, passa al Livorno in Serie C1 dove poi conclude la stagione.
L'annata 2000-2001 viene iniziata al Cesena in C1, ma, dopo aver collezionato quattro presenze, nel corso del mercato invernale si trasferisce al Siena in Serie B, dove tuttavia trova nuovamente poco spazio. Rientrato a Cesena, gioca altre due partite nella prima parte di stagione 2001-2002, prima di essere ceduto.
Il 22 gennaio 2002 diventa ufficialmente un giocatore del Rimini, scendendo nel campionato di Serie C2. Nei primi mesi in biancorosso, ossia nella restante parte di stagione, ritrova Claudio Foscarini, già suo allenatore ai tempi dell'Alzano Virescit.
Nel luglio 2002 si accorda con l'Alessandria, club di C2 autore di una sontuosa campagna acquisti. Bravo gioca anche alcune amichevoli e una partita di Coppa Italia Serie C che però i grigi perdono a tavolino per aver schierato giocatori (tra cui lo stesso Bravo) ancora non in regola con il tesseramento, visti i problemi economici della società e la mancanza della fidejussione richiesta dalla Lega. Questa situazione costringe il giocatore a rimanere inattivo per qualche mese, fino a quando la Lega non annulla definitivamente il contratto con la società piemontese.
Superate queste vicissitudini, nel febbraio 2003 torna ufficialmente a far parte della rosa del Rimini allenato da Leonardo Acori, facendo il suo esordio stagionale il 30 marzo. Gioca titolare entrambe le semifinali play-off contro il Grosseto, ma l'espulsione nel ritorno gli costa due giornate di squalifica e l'assenza nella doppia finale contro il Gubbio, vinta dal Rimini che sale così in C1. Confermato inizialmente per un anno, si inserisce stabilmente nell'undici titolare di Acori, confermandosi anche nella stagione 2004-2005, quando la formazione biancorossa centra la seconda promozione in tre anni salendo in Serie B. Proprio nell'ultima giornata contro il Chieti, gara decisiva per la promozione, segna il gol del momentaneo 2-0 – il suo primo con la maglia del Rimini – in un match poi chiuso sul 2-1. È il terzino sinistro titolare anche nel campionato di Serie B 2005-2006, concluso dai romagnoli con la salvezza. L'anno seguente, in un torneo che vede il Rimini lottare per la promozione contro compagini del calibro di Juventus, Napoli e Genoa, trova meno spazio a causa dell'acquisto del forte Pierre Giorgio Regonesi, che si impone nel ruolo di terzino sinistro: Bravo disputa infatti 15 partite, subentrando dalla panchina nella maggior parte di esse. Anche nelle sue ultime due stagioni in maglia biancorossa, 2007-2008 e 2008-2009, è generalmente riserva di Regonesi. La lunga parentesi di Bravo da giocatore del Rimini si conclude nell'estate 2009, dopo la retrocessione che condanna il club alla retrocessione in terza serie.
La sua carriera da giocatore termina invece nel 2009-2010 nel campionato sammarinese con i colori de La Fiorita.

### Dirigente
Dopo il ritiro dal calcio giocato, Bravo si stabilisce a Rimini dove gestisce uno stabilimento balneare.
Nell'estate 2010 inizia la carriera dirigenziale assumendo il ruolo di team manager nel nuovo Rimini, ripartito dalla Serie D con una nuova denominazione dopo la mancata iscrizione della precedente società. La squadra conclude la stagione vincendo i play-off nazionali e viene promossa in Seconda Divisione. Nel maggio 2011, presso il Centro tecnico federale di Coverciano, ottiene la qualifica di direttore sportivo, incarico che assume a partire dalla stagione successiva.
Dopo il sesto posto ottenuto nel campionato 2011-2012, sul finire della stagione seguente Bravo rassegna le dimissioni in seguito all'inserimento di una nuova figura dirigenziale, Mauro Traini, da lui non condiviso. L'uscita di Bravo si inserisce in una più ampia serie di dimissioni, che coinvolgono anche il responsabile del settore giovanile Sapucci e i dirigenti Sama e Paoloni. Tali eventi, insieme ad altri fattori, portano la tifoseria a contestare la proprietà, denunciando una mancanza di chiarezza e una generale incertezza gestionale, oltre a un ridimensionamento economico che, nell'ottobre precedente, aveva portato la società a modificare l'obiettivo stagionale, passando dalla promozione alla salvezza, mentre la squadra riesce a mantenere la categoria soltanto attraverso i play-out contro il Gavorrano.
Nel novembre 2014 viene nominato nuovo direttore tecnico del Santarcangelo, all'epoca militante in Lega Pro. Durante il suo triennio con i gialloblù, la formazione romagnola ottiene tre salvezze consecutive, classificandosi nel proprio girone rispettivamente al dodicesimo, undicesimo e decimo posto tra le stagioni 2014-2015 e 2016-2017. Nell'ultima annata sfiora anche l'accesso ai play-off, sfumato soltanto per una peggior differenza reti rispetto al Bassano Virtus, con cui chiude a pari punti.
Il 23 aprile 2018 viene ufficialmente scelto come sostituto di Aladino Valoti come nuovo direttore sportivo del Südtirol, nel campionato di terza serie. Sotto la sua direzione, il club altoatesino ottiene risultati in costante crescita: dopo il sesto posto della stagione 2018-2019, la squadra si piazza quarta e poi terza nei due anni successivi, fino alla storica promozione in Serie B nella stagione 2021-2022, chiusa al primo posto nel girone A con 90 punti e appena 9 reti subite in 38 partite, miglior dato difensivo tra le squadre professionistiche europee di quell'anno. All'esordio assoluto in cadetteria, il Südtirol conclude la stagione 2022-2023 al sesto posto, qualificandosi ai play-off promozione. Nel 2023-2024 si piazza dodicesimo, mentre nel campionato seguente chiude al decimo posto.

## Palmarès

### Club

#### Competizioni nazionali
- Serie C1: 1

Rimini: 2004-2005
- Supercoppa di Lega di Serie C1: 1

Rimini: 2005